# Верхне-Бишкинский сельский совет
Верхнебишкинский сельский совет — входит в состав Первомайского района Харьковской области Украины.
Административный центр сельского совета находится в селе Верхний Бишкин.

## История
- 1918 — дата образования.
- В 1924 году на территории сельсовета возник посёлок Лихачёво (у одноименной ж.д. станции)[2]. После принятия совместного постановления Алексеевского, Берекского и Верхне-Бишкинского сельских Советов о переселении части крестьян данных сёл на хутор Лихачёво - началось его заселение. Первыми жителями посёлка стали переселенцы из этих сёл, которые селились целыми улицами (на улице 1 Мая селились именно бишкинцы)[2].

## Населённые пункты совета
- село Верхний Бишкин
- Лихачёво (Харьковская область) ( исключен из состава сельсовета до 1930).